# أندريا روسي
أندريا روسي (بالإيطالية: Andrea Rossi)‏ (مواليد 7 نوفمبر 1986 في سان بينيدتو دل ترونتو - إيطاليا) لاعب كرة قدم إيطالي يلعب حاليا لصالح نادي الدرجة الأولى سيينا الإيطالي منذ 2006 في مركز الظهير الأيسر .

## وصلات خارجية
- أندريا روسي على موقع قاعدة بيانات كرة القدم.إي يو (الإنجليزية)
- أندريا روسي على موقع Soccerway.com (الإنجليزية)
- أندريا روسي على موقع عالم كرة القدم.نت (الإنجليزية)
- أندريا روسي على موقع AS.com (الإسبانية)